# Gubernatorstwo Kairuan
Gubernatorstwo Kairuan (arab. ولاية القيروان, fr. Gouvernorat de Kairouan) – jest jednym z 24 gubernatorstw w Tunezji, znajdujące się w centralnej części kraju.